# Henri Laurent
Henri Albert Fernand Laurent (Beaulieu-sur-Loire, 1º aprile 1881 – Void-Vacon, 14 febbraio 1954) è stato uno schermidore francese, vincitore di una medaglia di bronzo nella scherma ai giochi olimpici.